# Viola donetzkiensis
Viola donetzkiensis är en violväxtart som beskrevs av M.V. Klokov. Viola donetzkiensis ingår i släktet violer, och familjen violväxter. Inga underarter finns listade i Catalogue of Life.